# Leda (luna)
Za asteroid glej 38 Leda
Leda (grško Λήδα: Léda, ali Jupiter XIII) je Jupitrov naravni satelit (luna).
Odkril ga je Charles T. Kowal na Observatoriju Mount Palomar 14. septembra 1974 na fotografskih ploščah, ki so jih naredili od 11. septembra do 13. septembra . Kot uradno odkritje satelita Leda se običajno navaja 11. september, ker se je nov satelit pojavil na skoraj vseh posnetkih.
Ime je luna dobila po Ledi, kraljici  Sparte, ki je bila tudi mati dvojčkov Poluksa in Kastorja (oče je bil Zevs).
Pripada Himalijini skupini, v katero spada pet lun, ki krožijo po tirnicah na razdalji med 11 and 13 Gm od Jupitra pri naklonu tira približno 27,5°.
Premer lune je okoli 20 km, njena gostota 2,6 g/cm3 je precej visoka. To kaže na to, da je sestavljena iz silikatnih kamnin. To potrjuje tudi odbojnost 0,04. 
Njen navidezni sij je 19,5 m.